# Pawieł Własow
Pawieł Siemionowicz Własow (ros. Павел Семёнович Власов, ur. 8 września?/21 września 1901 w Kysztymie, zm. 18 czerwca 1987 w Nowosybirsku) – radziecki przemysłowiec, dyrektor Nowosybirskiej Fabryki Koncentratów Chemicznych, Bohater Pracy Socjalistycznej (1971).

## Życiorys
W 1916 skończył szkołę w mieście Karabasz, w latach 1920–1923 studiował na fakultecie robotniczym Uralskiego Instytutu Przemysłowego w Swierdłowsku, w 1929 ukończył studia na tym instytucie ze specjalnością inżynier metalurg. W latach 1930–1934 asystent katedry teorii procesów metalurgicznych, inżynier w Swierdłowskim Instytucie Metali Kolorowych, 1934–1946 główny inżynier budowy, od 1939 dyrektor fabryki arszeniku w obwodzie czelabińskim, 1946–1951 dyrektor zakładu hutniczego Ministerstwa Metalurgii Kolorowej ZSRR w Karabaszu. Skierowany do pracy w przemyśle atomowym ZSRR, w latach 1951–1953 zastępca szefa zakładu „B” Południowouralskiego Biura Głównego Nadzoru Budowy w mieście Czelabińsk-40, 1953–1956 dyrektor przedsięwzięcia nr 38 w mieście Głazow w Udmurckiej ASRR. Od 26 października 1956 dyrektor Państwowego Zakładu Związkowego 250 (następnie 80), przemianowanego później na Nowosybirską Fabrykę Koncentratów Chemicznych. Od kwietnia 1975 na emeryturze. Kilkakrotnie był deputowanym miejskim i obwodowym w Nowosybirsku. Członek partyjnego komitetu fabrycznego, Komitetu Miejskiego i Komitetu Obwodowego KPZR.
Jego imieniem nazwano ulicę w Nowosybirsku.

## Odznaczenia
- Medal Sierp i Młot Bohatera Pracy Socjalistycznej (26 kwietnia 1971)
- Order Lenina (dwukrotnie – 1954 i 1971)
- Order Czerwonego Sztandaru Pracy (pięciokrotnie – 1939, 1951, 1956, 1962 i 1966)
- Medal „Za pracowniczą wybitność” (1949)
- Medal „Weteran pracy”

I inne.